# Puerto Tres Hermanos
Puerto Tres Hermanos är en ort i Mexiko.   Den ligger i kommunen Balleza och delstaten Chihuahua, i den nordvästra delen av landet, 1 100 km nordväst om huvudstaden Mexico City. Puerto Tres Hermanos ligger 2 807 meter över havet och antalet invånare är 186.
Terrängen runt Puerto Tres Hermanos är kuperad åt nordost, men åt sydväst är den platt. Puerto Tres Hermanos ligger uppe på en höjd. Runt Puerto Tres Hermanos är det mycket glesbefolkat, med 2 invånare per kvadratkilometer. Puerto Tres Hermanos är det största samhället i trakten. I omgivningarna runt Puerto Tres Hermanos växer huvudsakligen savannskog.